# Vitín Avilés
Vitín Avilés (Víctor Manuel Avilés Rojas; * 30. September 1930 in Mayagüez; † 1. Januar 2004 in New York City) war ein puerto-ricanischer Sänger.
Avilés begann seine musikalische Laufbahn 1943 mit dem Orqesta Hatuey. Im Folgejahr ging er nach San Juan und schloss sich der Gruppe des Trompeters Miguelito Miranda an. 1945 wanderte er nach New York aus. Dort arbeitete er u. a. mit den Orchestern von Enrique Madriguera, Tito Puente, Tito Rodríguez, Moncho Usera und Charlie Palmieri, Payo Alecia und dem Sexteto La Playa mit Xavier Cugat, den Lecuona Cuban Boys, Machito und seinen Afrocubans und dem Cuarteto Marcano zusammen, und es entstanden Aufnahmen wie La televisión, La hija de Lola, Temes und Por qué ahora. Sein größter Erfolg war das von Joe Cain produzierte Album Canta al amor (1974) mit Boleros von Tite Curet Alonso und Bobby Capó im Arrangement von Tito Puente und Charlie Palmieri.
1979 nahm er mit Nelson Pinedo und Nelson Alizo in Caracas das Album Vitín Avilés con la Súper Orquesta Venezuela auf. Auf Grund eines chronischen Diabetes beeinträchtigt war er in den 1980er Jahren vorwiegend als Studiomusiker aktiv und wirkte als Chorussänger an den Aufnahmen anderer Musiker mit. Bis 2000 hatte er mehr als 50 Platten aufgenommen. In diesem Jahr wurde er in die International Latin Music Hall of Fame aufgenommen.

## Diskographie (Auswahl)
- Baile el cha-cha-chá, 1957
- Grandes éxitos de Vitín Avilés, 1958
- Merengue ! By Cugat
- ¿Cómo está?, 1961
- Tito Rodríguez presenta... Vitín Avilés, 1964
- En la playa
- El Gigante del Teclado, 1972
- Vuelve «El Gigante », 1973
- Adelante , Gigante, 1975
- Otra vez con amor, 1975
- ico-Alegre All Stars Live at Carnegie Hall, 195
- El Cantante del Amor, 1976
- Canta al amor
- Con mucha salsa, 1978
- Vitín Avilés con La Super Orquesta de Venezuela, 1979
- Mr . Vitín Avilés (con un combo típico), 1984
- He vuelto a nacer, 1997